# Dufourea clypeata
Dufourea clypeata là một loài Hymenoptera trong họ Halictidae. Loài này được Wu mô tả khoa học năm 1983.